# François-Emmanuel Guignard de Saint-Priest
 (octobre 2011).
Si vous disposez d'ouvrages ou d'articles de référence ou si vous connaissez des sites web de qualité traitant du thème abordé ici, merci de compléter l'article en donnant les références utiles à sa vérifiabilité et en les liant à la section « Notes et références ».
Pour les articles homonymes, voir Saint-Priest et Guignard.
Pour les autres membres de la famille, voir Famille Guignard.
François Emmanuel Guignard, chevalier puis comte de Saint-Priest est un diplomate et homme d'État français, né à Grenoble le 12 mars 1735 et mort à Lyon, dans la maison de Moidiere, place Bellecour où était son domicile, inhumé dans un tombeau du cimetière de l'église de Saint-Priest (près de Lyon) le 26 février 1821. Successivement officier dans les armées de Louis XV, ministre à Lisbonne (1763), ambassadeur à Constantinople (1768-1785) et en Hollande (1787), ministre-secrétaire d'État de la Maison du Roi (1789-1790) et premier ministre de l'Intérieur (1790-1791), chargé de mission durant l’émigration par Louis XVIII auprès de plusieurs cours étrangères (1795-1807).

## Enfance et étude
François Emmanuel Guignard, comte de Saint-Priest est né à Grenoble le 12 mars 1735 de Jean-Emmanuel Guignard, vicomte de Saint-Priest, et de Louise Jacqueline Sophie de Barral de Montferrat. La famille Guignard de Saint-Priest était une ancienne famille noble du Dauphiné (Jacques de Guignard, Chr., président au Parlement de Metz, prévôt des marchands de Lyon en 1654 fut titré vicomte de Saint-Priest par lettres patentes de 1653).
Il fit ses études dans différents collèges jésuites et les finit à Paris en 1749. Il fut inscrit l’année suivante dans la compagnie des Mousquetaires gris, mais il n’en fit pas le service. Il reçut en même temps un bâton d’exempt des Gardes du corps du roi et il est nommé de service auprès du roi.
Arrivé à la cour de Versailles, il retrouve des proches parents : l’abbé Pierre de Barral (aumônier du roi) et le comte de Verceil (lieutenant des gardes du corps). Son service lui permit d’accompagner plusieurs fois le roi Louis XV à la chasse ou dans le salon où le roi jouait. Ce qui lui a permis de parler « sans embarras » au roi. Son service prit fin en avril 1752 et il s’embarqua à destination de Malte pour faire ses caravanes. Lors du voyage le navire prend feu au niveau des cuisines ; l’incendie est maîtrisé.

## Carrière militaire

### Servant de Saint-Jean de Jérusalem
Il est reçu de minorité dans l'ordre de Saint-Jean de Jérusalem le 16 mars 1739.
Il arrive à Malte, en 1752, pour faire ses caravanes où il doit d'abord rester quatorze jours en quarantaine à cause d’une rumeur de contagion de la peste. Il est accueilli et présenté par son oncle, le bailli de Tencin, ancien ambassadeur de l'Ordre à Rome.
Pour sa première caravane, en 1752, il part pour la Sicile afin d’y chercher une provision de biscuit. De là, il rejoint la Sardaigne, à la recherche de corsaires barbaresques. Après avoir quitté la Sardaigne, il fait une courte mission en Espagne et revient à Malte pour passer l’hiver. Sa deuxième caravane, en 1753, l’emmène à Naples, sur la côte espagnole et à Majorque où il faillit se noyer et sa troisième, en 1754, sur les côtes d'Afrique, entre Tunis et Tripoli.
Il renonce à prononcer ses vœux à l'Ordre pour se marier en 1754 et quitte Malte sans avoir été reçu chevalier.

### Aide maréchal des logis
Il rentre en France en mars 1755. Il arrive à Lyon et retrouve ses parents ainsi que l’archevêque de Lyon, le cardinal de Tencin. Il retrouve la compagnie des gardes du corps du roi. Il est nommé le 1er janvier 1760 aide maréchal des logis. Il participe à deux campagnes militaires en Allemagne, une dans l’armée du maréchal de Broglie, la seconde sous le prince de Soubise. Il fait partie ensuite du corps auxiliaire, qui aida l’Espagne à attaquer le Portugal.

## Ambassade au Portugal
En 1764, à l’âge de vingt-neuf ans il est nommé ambassadeur au Portugal. Il habitait une « jolie maison » en bois car depuis le tremblement de terre de 1755, les maisons en pierre avaient laissé un mauvais souvenir (même le palais du roi était en bois).
Par ses fonctions, il encourage le commerce entre la France et le Portugal. Au début de 1764, il y avait échange de quinze à vingt navires de blé et, à la fin de son mandat, ce sont deux cent cinquante navires de blés qui s’échangeaient chaque année, ce qui permit le développement d’autres échanges commerciaux. Il est chargé d’organiser la récupération des restes (débris de canon et de fonte) des bateaux échoués pendant la bataille d’Algarve (en 1758, la flotte française a été défaite par la flotte anglaise). Il négocie la libération de dix-sept jésuites qui étaient prisonniers au Portugal.
Après deux ans et demi passés à la cour du Portugal, il demande à changer de poste. Il demanda un congé en attendant d’être nommé ailleurs.

## Mission en Angleterre
Il part pour l’Angleterre, à bord d’une frégate anglaise et fait connaissance de Joseph Banks. Le but de son voyage était de porter une grande somme d’argent pour le service d’une de ses connaissances. Il profite de son voyage en Angleterre pour visiter Londres, Bath, Bristol, Oxford. Le recteur de l’université d'Oxford étant un ami, il a l’honneur d’être fait docteur en droit. De retour en France, il est nommé ambassadeur à Constantinople. Sa carrière d’ambassadeur devenant incompatible avec son engagement militaire, il choisit de démissionner de l’armée et reçoit l’autorisation de conserver son grade de colonel.

## Ambassade à Constantinople
Durant le début de son ambassade (et jusqu’à la mort de Louis XV), il est associé au « secret du Roi » (Certaines lettres ne devaient pas passer par le ministre des Affaires étrangères, mais par le comte de Broglie). L’ambassade de France à son arrivée était « une grande baraque de bois qui tombait en ruine ». Un jour s’appuyant sur le rebord d’une fenêtre, le bois céda et il faillit chuter. Il rénova donc l’ambassade.

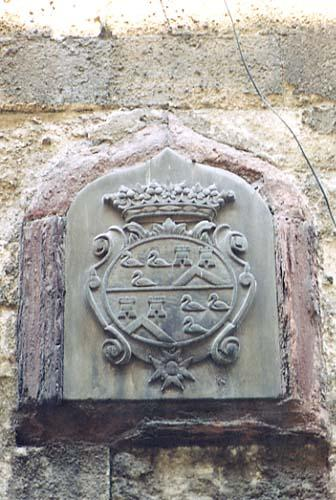
Armes de la
famille Guignard de Saint-Priest
sur l'ancien consulat français à Istanbul
Devise :
Fort et Ferme.

### Description des Ottomans
Quelques mois après son arrivée à Constantinople, la Russie et l’Empire ottoman entrent en guerre. Il décrit l’armée ottomane comme mal organisée (peu d'officiers), sans armes homogènes (le corps de janissaires était composé d’artisans qui devaient venir avec leurs propres armes) et obsolète (l’artillerie était composée de quelques canons tirés par des buffles et qui étaient beaucoup plus lents que le reste de l’armée). Il ajoute que la puissance de l’armée ottomane provenait du nombre imposant de soldats mobilisables : il a été impressionné par les dix mille hommes du corps des janissaires.
Il note aussi l’insécurité présente à Constantinople : les soldats ottomans ne faisaient pas de différence entre les Russes et les autres Européens, aussi tous les Européens subissaient les insolences des milices ; les ambassadeurs étaient protégés par des janissaires, mais ceci n’empêchait pas les injures (il a ainsi essuyé deux coups de fusil lorsqu’il se promenait à cheval).
Il prévient le grand vizir que les Russes prévoyaient de faire soulever les Grecs contre les Ottomans et qu’une escadre de navires allait être envoyée. La France souhaitait que l’Empire ottoman gagne cette guerre, car la Russie était alliée de la Grande-Bretagne. Le ministère de la Marine ottoman affirma que c’était impossible. Mais les Russes réussirent à le faire, et certaines îles passèrent sous domination russe pendant toute la guerre.

### Espionnage de l’ambassade britannique
Il espionne l’ambassadeur britannique pendant cinq ans. Il recopie tous les jours les lettres fournies par le domestique de l’ambassadeur britannique. Ce domestique était un gentilhomme polonais qui était chargé de balayer le bureau de l’ambassadeur pendant le dîner qui durait jamais moins de deux heures. Ce domestique récupérait les dépêches à l’aide d’une fausse clé et les replaçait avant la fin du dîner. Cet espionnage n’apporte pas ou peu d’informations importantes, mais permet de s’assurer que les pourparlers de paix entre Russes et Ottomans n’avaient pas encore commencé.

### Libération du prince Repnine

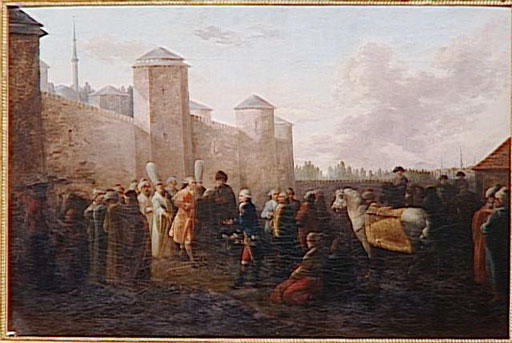
Le prince Repnine délivré de la prison des sept tours en présence du comte de Saint-Priest le 25 septembre 1773.

Il rédige un mémoire sur l’Égypte qui était selon lui la meilleure province de l'Empire ottoman à conquérir. Il libéra le prince Repnine qui était prisonnier de guerre.

### Mariage et enfants
Il se marie en 1774 à trente-neuf ans. Il épouse Wilhelmine Constance von Ludolf, comtesse du Saint-Empire, fille de l'ambassadeur de Naples, le comte de Ludolf. Elle est née en 1752 et morte en 1807.
Son fils aîné est né en 1775. Son deuxième fils est né en 1776. Après la naissance de son deuxième fils, il décide de rentrer en France en congés avec son fils aîné. Mais ce dernier tombe malade et décède lors d’un voyage entre Constantinople et la France. Il est inhumé sur l’île Saint-Pierre, près de la Sardaigne. Il reste trois ans en France et repart en 1778 pour Constantinople avec un de ses frères et son neveu le comte d’Antraigues. Il confie à ses parents sa fille née en 1777.
En 1781 naît sa deuxième fille. En 1782 naît son fils Armand.

### Négociation de paix entre la Russie et l'Empire ottoman

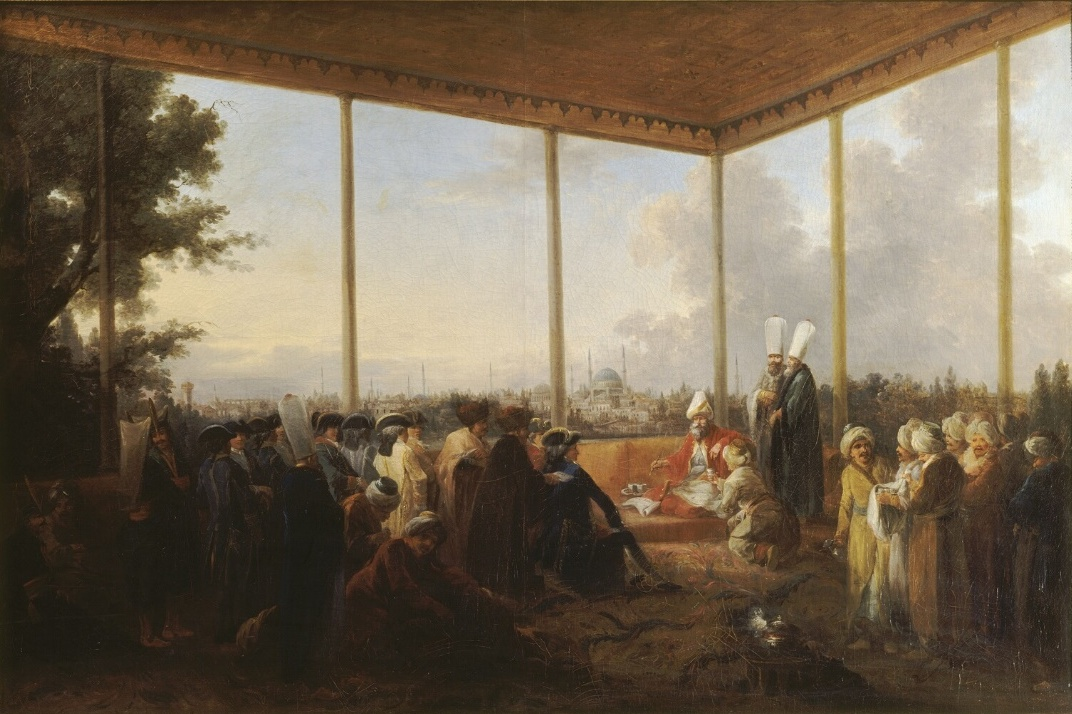
Audience accordée par le grand vizir Aimali Carac au comte de Saint-Priest le 18 mars 1779.

La peste règne alors à Constantinople, plusieurs de ses domestiques en meurent.
Il s’active à faire avancer les négociations de paix entre la Russie et l'Empire ottoman. La France avait tout à gagner de faciliter la paix entre ces deux pays afin d’avoir du crédit. Ceci permit notamment à la France de demander à la Russie de respecter la neutralité des bateaux, lors de son conflit avec la Grande-Bretagne. Il permet ainsi l’établissement du traité de paix d’Aïnali-Kavak (en) le 21 mars 1779.

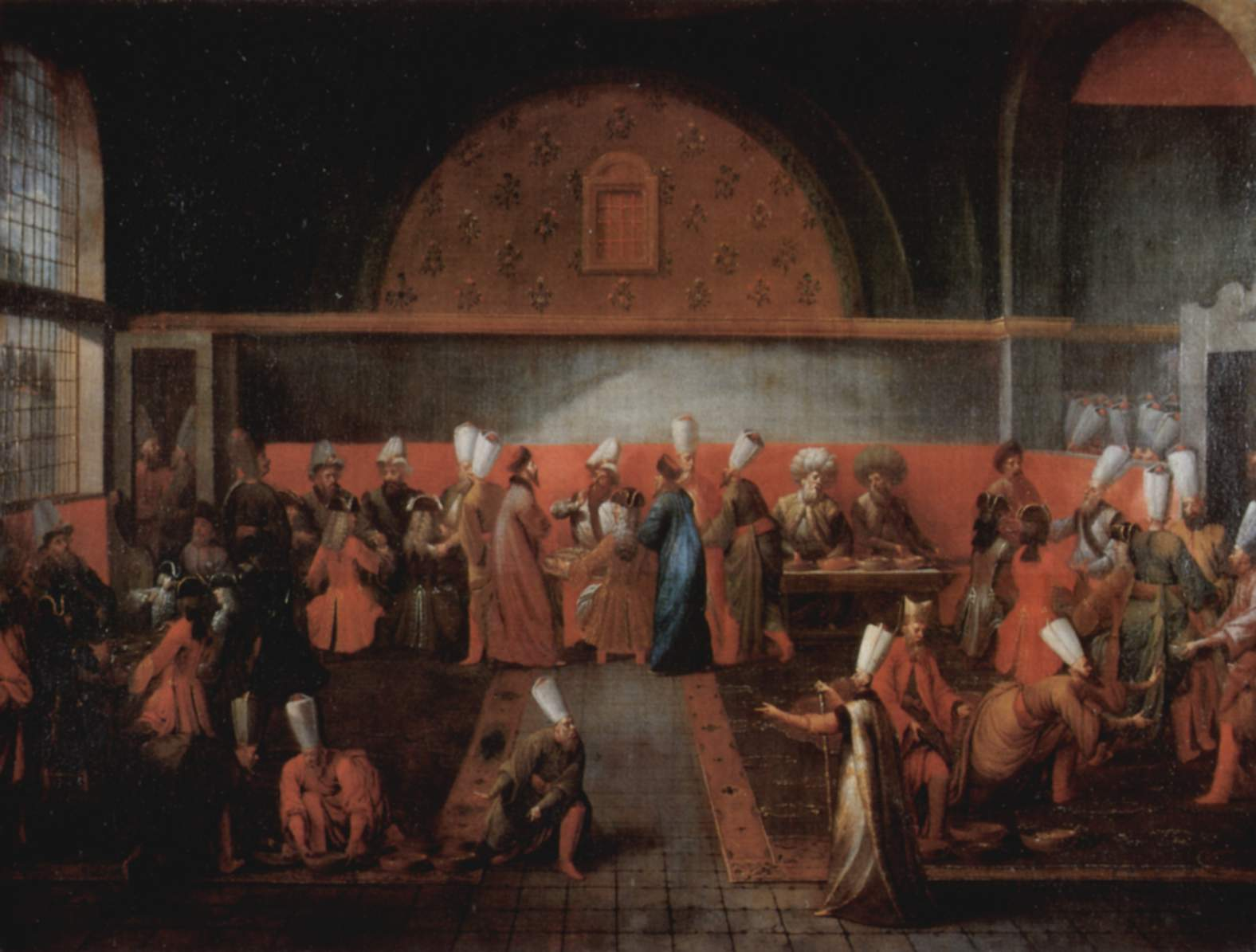
Réception de l'Ambassadeur de France, par le Sultan à Constantinople : le dîner offert par le Grand Vizir.

À la suite de ces négociations, il est fait chevalier des ordres impériaux de Saint-André et de Saint-Alexandre Newski par Catherine II.

### Deuxième négociation de paix (Russie, Autriche et Empire ottoman)
Il négocie la paix entre la Russie et l’Empire ottoman et entre l’Autriche et l’Empire ottoman. Il réussit à faire accepter que l’Empire ottoman cède la Crimée à la Russie et négocie la modification de frontière entre l’Autriche et l’Empire ottoman. Cette dernière négociation lui valut la reconnaissance de l’empereur Joseph II d’Autriche. Tout cela aboutit à la signature du traité de Constantinople. Son ambassade à Constantinople prend fin en 1785. Il passe deux ans en France pour revoir sa famille et gérer quelques affaires.

## Ambassadeur dans les Provinces-Unies
Il est nommé ambassadeur auprès des états généraux des Provinces-Unies le 1er septembre 1787. Les Provinces-Unies sont alors en pleine Révolution batave, et durant le voyage qui le conduit en Hollande, il rencontre des patriotes qui fuient la guerre civile, notamment Johan Valckenaer. Il est alors rappelé à Versailles. Il repart pour les Provinces-Unies en mars 1788, mais la Hollande est encore la proie de révoltes. À peine arrivé à La Haye, une populace manifeste devant les grilles de son ambassade. Durant son ambassade, il est espionné par un Français, le comte de Maillebois, pour le compte des Provinces-Unies.

## Ministère (1788–1790)
Il intègre le gouvernement en décembre 1788, devenant ministre sans portefeuille. Le conseil était alors composé du duc de Nivernois, du comte de Montmorin, du comte de la Luzerne, de Necker en tant que ministre des Finances et Michel Bouvard de Fourqueux.
Il participe à l’ouverture des états généraux de 1789. Il suggère que l’accession aux emplois militaires ne soit plus le privilège des nobles mais cette proposition est rejetée.
Le 11 juillet 1789, il est renvoyé de son ministère en même temps que Necker. Louis XVI le rappelle au ministère en même temps que Necker. Il est nommé secrétaire d'État de la Maison du roi, poste qui deviendra, un an plus tard, celui de ministre de l'Intérieur (C’est la première fois qu’un ministre est nommé ministre de l’Intérieur en France). Ce n’était pas un poste facile, car Paris était en proie à des révoltes (prise de la Bastille quelques jours auparavant…). En septembre 1789, il fait venir le régiment de Flandres à Versailles car des menaces avaient été signalées par le marquis de Lafayette et la municipalité de Versailles avait fait alors la demande de protection.

### Journées des 5 et 6 octobre 1789
Le 5 octobre 1789, une foule marche sur Versailles pour ramener Louis XVI à Paris. Les troupes du roi étaient alors composées du régiment de Flandres (deux bataillons), les Gardes suisses (trois bataillons), deux cents chasseurs à cheval et huit cents gardes du corps à cheval. À cela on pouvait ajouter le régiment de chasseurs à cheval de Lorraine qui était à Rambouillet. Il conseille alors au roi de mettre sa famille en sécurité à Rambouillet et de placer un régiment au pont de Saint-Cloud, un autre au pont de Sèvres et que le roi soit en avant-garde avec les gardes du corps. La foule étant composée principalement de femmes et d’enfants, les troupes du roi étaient suffisantes pour convaincre les manifestants de rentrer à Paris. Ce plan est vivement débattu pendant des heures, entre ceux qui soutenaient le plan (danger pour le roi et sa famille, pour le château de Versailles, risque de devenir prisonniers…) et ceux qui étaient opposés au plan (le peuple de Paris aime le roi, il faut éviter la guerre civile…). Le roi ne prend aucune décision et clôt le conseil pour consulter la reine. La reine ne voulant pas se séparer du roi, le plan est abandonné.
La foule ayant franchi les ponts lors du deuxième conseil, il suggère au roi de fuir à Rambouillet pour mettre sa famille en sécurité. Le roi approuve ce conseil. Les préparatifs du départ commencent, et il part à Rambouillet pour devancer l’arrivée du roi. Mais le roi décide finalement de rester à Versailles. Il rentre donc sur Versailles vers vingt-deux heures, la foule a déjà atteint les grilles du château de Versailles.
Le lendemain, de son cabinet, il voit la foule entrer dans la cour et se diriger vers les appartements du roi. Le garde du corps qui était en poste est assassiné, mais cela laisse le temps aux valets du roi de barricader son appartement. Furieuse, la foule commence à tuer d’autres gardes du corps. Déguisé en valet, il traverse la foule et passe par un passage secret pour rejoindre le roi. Il lui conseille fortement de partir pour Paris, tel que le demandait la foule.

### Derniers mois au ministère
Mirabeau l’accuse d’avoir dit le 5 octobre « Vous aviez autrefois un Roi qui vous donnait du pain, vous en avez à présent douze cents, aller leur en demander », mais il trouve des témoins qui l’innocentent. Mirabeau persiste le présentant comme contre-révolutionnaire et despote dans l'âme. 
Saint-Priest déclare à l’Assemblée nationale : « Je respecte les lois votées par l’Assemblée nationale. Mon devoir est de les faire exécuter et respecter et ce devoir je l’ai rempli. J’ai la conscience intime d’avoir servi avec fidélité ma patrie et mon Roi. J’ai juré le maintien de la constitution et je serai fidèle à mon serment ».
Il est accusé de « crime de lèse-Nation » et de « conspirateur contre la Nation », mais trois prestigieux avocats de l'époque (dont un de ceux qui défendra Louis XVI deux ans plus tard) rédigent un mémoire pour sa défense. Il participe à la Fête de la Fédération du 14 juillet 1790. À la suite de la démission de Necker le 3 septembre 1790, Il propose au roi sa propre démission, mais Louis XVI la refuse. Il réitère sa proposition de démission que le roi accepte fin janvier 1791.

## Voyage dans le Nord de l’Europe et fin de vie

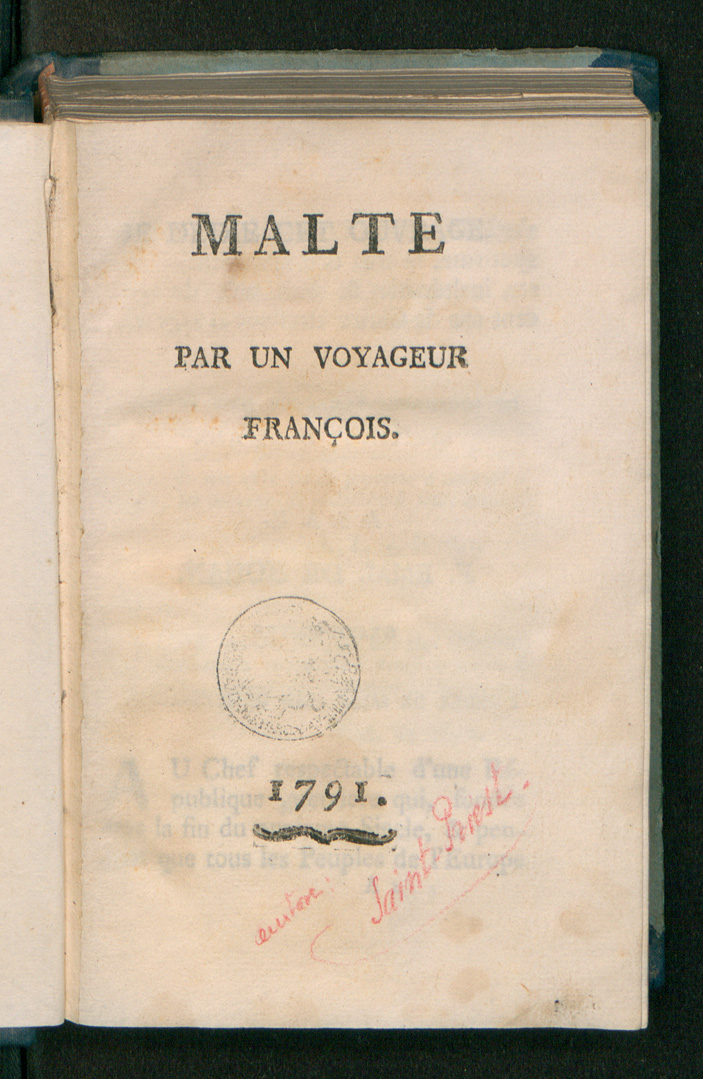
Malte, 1791.

Peu après il se rend à Stockholm, où son beau-frère est ambassadeur d'Autriche. Quelque temps plus tard, il gagne Saint-Pétersbourg, où il est admirablement reçu par Catherine II, en remerciement des services rendus à la Russie lors de son ambassade à Constantinople, puis séjourne dans différents pays d’Europe. En 1795, il rejoint le comte de Provence à Vérone où il est ministre de sa maison. Il accompagne la cour dans son exil, à Blankenburg et à Mittau, et prend sa retraite en 1808 en Suisse. Après avoir essayé en vain d'obtenir la permission de revenir en France, il est expulsé de Suisse et erre en Europe jusqu'à la Restauration. Il rentre en France à l’âge de quatre-vingts ans et est nommé Lieutenant général des armées du roi et pair de France en 1815. Il meurt à Lyon à l’âge de quatre-vingt-six ans.
Le livre ci-contre : "Malte par un voyageur françois" aurait été rédigé par son frère cadet le chevalier Antoine Guignart de Saint Priest, né le 6 avril 1738 et mort à Goritz en 1822, ville où le roi Charles X s'installa durablement en exil après son abdication en 1830.  

## Famille
- Son fils aîné, Guillaume Emmanuel Guignard de Saint-Priest (1776–1814), devint major général de l'armée russe et servit pendant les campagnes du tsar Alexandre Ier contre Napoléon. Il mourut à Laon en 1814 des suites de ses blessures reçues à la bataille de Reims.
- Le deuxième, Armand Emmanuel Charles, comte de Saint-Priest, (1782–1863), devint le gouverneur civil d'Odessa et épousa la Princesse Sophie Galitzine, de la deuxième plus grande maison princière de Russie.
- Le troisième, Emmanuel Louis Marie Guignard de Saint-Priest, vicomte de Saint-Priest, duc espagnol d'Almazán et Grand d'Espagne de première classe (1789–1881), fut général, ambassadeur de France en Espagne, et l'un des familiers de la duchesse de Berry.
- Sa fille Anasthasie Émilie a épousé Ange Jean Michel Bonaventure de Dax, marquis d'Axat, maire de Montpellier de 1814 à 1830[48].
- Sa fille Marie Sophie Constance a épousé Louis Claude de Castillon de Saint-Victor[48],[49].
- Sa fille Pulchérie Cécile a épousé Jacques-Alexis de Calvière de Vézenobres[48].

Il avait une jolie maison de campagne à Bagneux.

## Distinctions
chevalier de l'ordre royal et militaire de Saint-Louis
 chevalier grand-croix de l'ordre impérial de Saint-André de Russie
 chevalier de l'ordre impérial de Saint-Alexandre Nevski